# Synegia melanospila
Synegia melanospila är en fjärilsart som beskrevs av W. Warren 1907. Synegia melanospila ingår i släktet Synegia och familjen mätare. Inga underarter finns listade i Catalogue of Life.